# Bigas Luna
José Juan Bigas Luna (Barcelona, 19 de marzo de 1946-La Riera, Tarragona, 5 de abril de 2013), conocido artísticamente como Bigas Luna, fue un director y guionista de cine español.

## Biografía

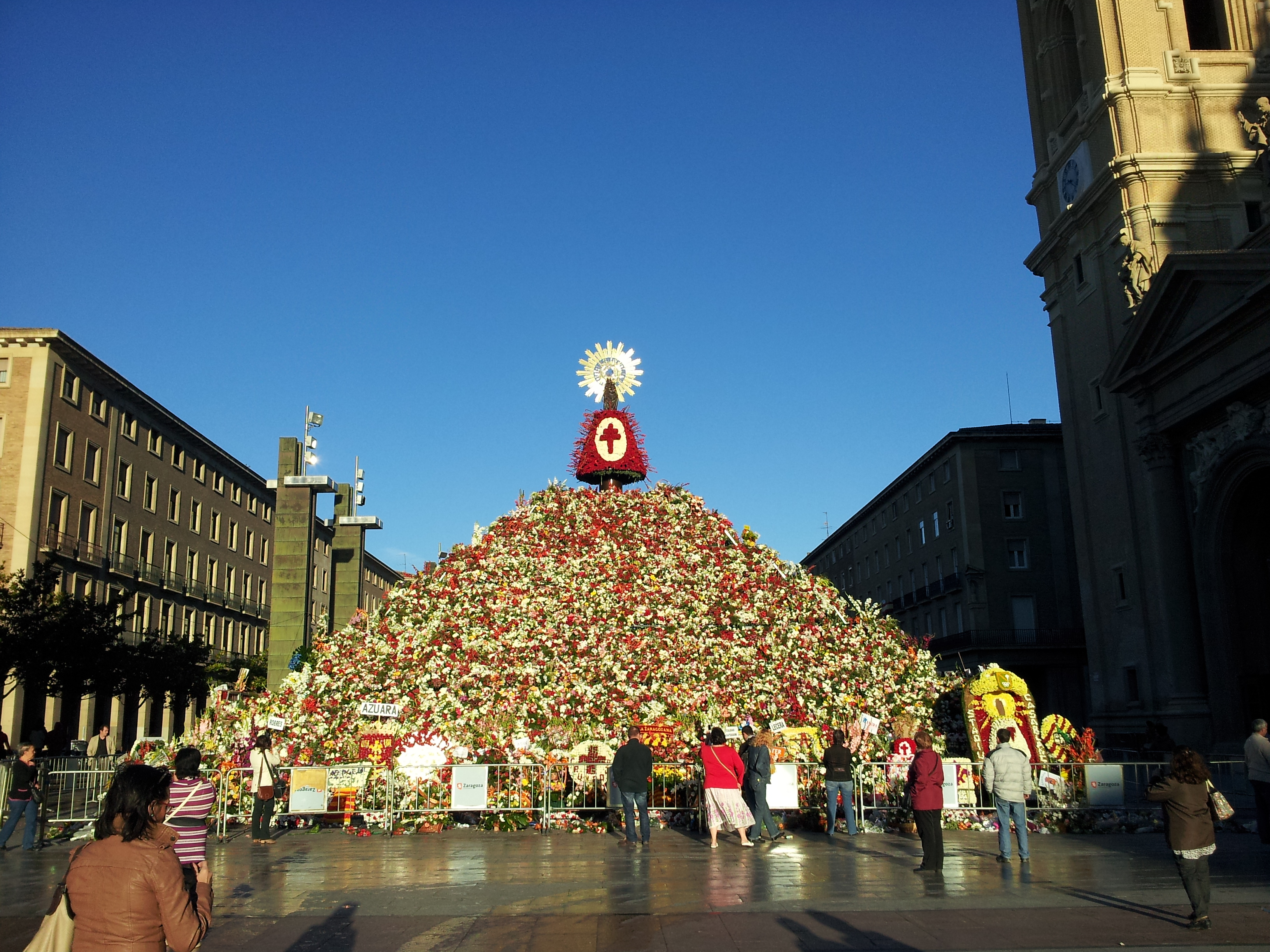
Ofrenda de flores a Nuestra Señora del Pilar de Zaragoza. Bigas Luna modificó la ofrenda de forma altruista.

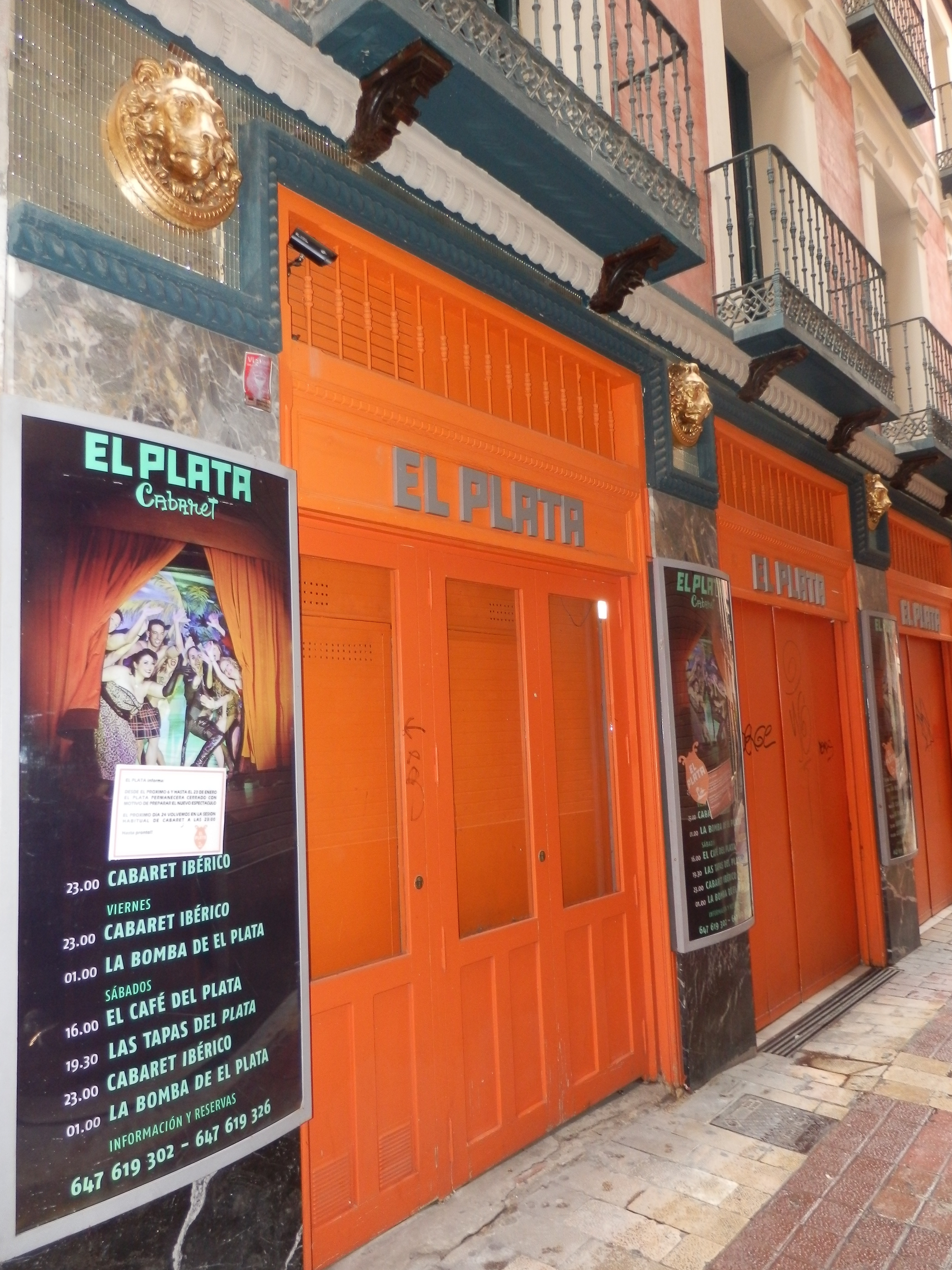
Bigas Luna dirigió la reapertura del Cabaret El Plata en Zaragoza.

Bigas Luna nació en el barrio de Sarriá en Barcelona, en 1946. Hijo de Carmen de Luna y Wemberg, monárquica de buena posición social y José María Bigas y Canals, editor y pintor de profesión y de orientación política anarquista. Estudió en el Liceo Francés. 
En 1967 inició estudios universitarios de Economía, pero fue expulsado de la escuela dos años más tarde. Bigas se matriculó entonces en la Escuela Elisava de Diseño e Ingeniería Técnica de la Universitat Pompeu Fabra, en la Ciutat Vella de Barcelona. 
Experto en interiorismo y diseño industrial fue galardonado con el Premio Delta de Oro ADI/FAD 1970 por su creación de un armario transportable.
Se introdujo en el mundo del cine a mediados de los años 70, rodando en pequeños formatos. En 1976 rodó su primer largometraje, Tatuaje, pero fue en 1978 cuando adquirió notoriedad con Bilbao, que resultó seleccionada para el Festival de Cannes.
Rodó sobre todo en castellano, aunque también lo hizo en catalán e incluso en inglés en el caso de las películas Angustia (1987) y Renacer (1981), siempre con un sello personal cargado de altas cotas de erotismo en todas sus películas, muchas veces relacionado con la comida, hacia la cual, según confesó, sentía una gran pasión.
Su amigo Luis Alegre Saz dijo que Bigas Luna era:

un gran disfrutón, un hombre al que le gustaban los placeres, el erotismo, las mujeres, fetichista y con una gran capacidad para convertir cada momento en algo excitante.

Fue el descubridor de grandes estrellas como Ariadna Gil, Javier Bardem, Penélope Cruz, Verónica Echegui o Jordi Mollà. En varias de sus películas contó con famosos actores extranjeros: Dennis Hopper, Stefania Sandrelli, Valeria Marini, Anita Ekberg, Francesca Neri, Olivier Martinez, Peter Coyote, Zelda Rubinstein, Maria de Medeiros, Benicio del Toro, Stefano Dionisi, etc.
Sus antepasados maternos eran de Zaragoza. Su esposa, Celia Orós, también era de Zaragoza. El matrimonio acudió durante muchos años a la ofrenda de flores de las Fiestas del Pilar.
En mayo de 1998 planteó su idea de cambiar el escenario de la Ofrenda para hacerla más espectacular. Se lo explicó a Pilar Soria, responsable de prensa del consistorio y a Juan Bolea, entonces concejal de Cultura del Ayuntamiento de Zaragoza  y este la aceptó.
Bigas Luna revolucionó la ofrenda al separarla del templo y colocar la imagen de la Virgen en el centro de la plaza del Pilar con una estructura mucho mayor.
Dirigió la reapertura del espectáculo de cabaré El Plata en Zaragoza de la mano de su dueña Joaquina Laguna.
Falleció de cáncer (leucemia) el 5 de abril de 2013 en su domicilio en Can Virgili de La Riera de Gaià, en la provincia de Tarragona.

## Últimos trabajos
Dejó en preparación la película Segundo origen, basada en la novela Mecanoscrito del segundo origen, del escritor Manuel de Pedrolo. El productor de esta película fue Carles Porta, que dijo en una entrevista en la radio catalana La Xarxa que tenía la intención de rodarla como homenaje póstumo al fallecido.
Una de las cuestiones más desconocidas de Bigas Luna fue el rodaje y dirección por las fiestas y ciudades españolas en 2008 y 2009 para la proyección del pabellón de España en la Expo de Shanghái de 2010. En la proyección final también aportaron sus obras Isabel Coixet y Basilio Martín Patino. En ese rodaje se consiguió el plano del encierro de San Fermín más largo jamás rodado, gracias a una técnica aportada por Bigas Luna, que permitía conformar un plano recto grabado con seis cámaras para ser proyectado en una pantalla de 85 metros.

## Reconocimientos
- Pregonero de las Fiestas del Pilar de Zaragoza en 2001.
- Pregonero de las Fiestas de Monegrillo.
- Hijo adoptivo de Monegrillo.[2]

## Filmografía
- Tatuaje (1976), director
- Historias impúdicas (1977), director
- Bilbao (1978), director
- Caniche (1979), director
- Renacer (1981), director
- Lola (1986), director
- Angustia (1987), guionista y director
- Las edades de Lulú (1990), guionista y director
- Jamón, jamón (1992), guionista y director
- Huevos de oro (1993), director
- La teta y la luna (1994), director
- Lumière y compañía (1995), director de uno de los cortos
- Bámbola (1996), director
- La camarera del Titanic (1997), guionista y director
- Volavérunt (1999), director
- Son de mar (2001), director
- Collar de moscas (2002), director (cortometraje)
- Yo soy la Juani (2006), director
- Con el corazón (2007), director (cortometraje)
- Di Di Hollywood (2010), director

## Premios y distinciones
Festival Internacional de Cine de San Sebastián
| Año  | Categoría                  | Película      | Resultado |
| ---- | -------------------------- | ------------- | --------- |
| 1993 | Premio Especial del Jurado | Huevos de oro | Ganador   |

Medallas del Círculo de Escritores Cinematográficos
| Año  | Categoría            | Película                | Resultado |
| ---- | -------------------- | ----------------------- | --------- |
| 1997 | Mejor guion adaptado | La camarera del Titanic | Ganador   |

Festival Internacional de Cine de Venecia
| Año  | Categoría                          | Película          | Resultado |
| ---- | ---------------------------------- | ----------------- | --------- |
| 1992 | León de Plata a la mejor dirección | Jamón, jamón      | Ganador   |
| 1994 | Mejor guion                        | La teta y la luna | Ganador   |

Festival Internacional de Cine de Huesca
| Año  | Categoría               | Resultado |
| ---- | ----------------------- | --------- |
| 1999 | Premio Ciudad de Huesca | Ganador   |

Otros premios
- Premio María Honorífica del Festival de Cine de Sitges (2011)
- Premio Nacional de Cine de Cataluña (1998)
- Premio Castillete de Oro del Festival del Cante de las Minas de La Unión (2012).